# Plegatge
El plegatge, plegament, la plegada o plegadura consisteix a doblegar un material prim, per exemple una planxa metàl·lica, per tal de reforçar algunes de les seves funcions.
L'assaig de doblegament consisteix a doblegar una proveta d'un material fins que apareguin esquerdes o fissures, mesurant l'angle on aquestes alteracions s'han produït.
Aquest tipus d'assaig permet de conèixer l'acritud dels diferents materials i com a conseqüència saber de quina manera se'ls pot treballar.
Per a realitzar l'assaig es posa el material sobre dos corrons i s'hi aplica la pressió d'un tercer corró situat damunt de la peça i enmig dels dos corrons que retenen la peça. En aplicar la força el material cedeix i es doblega i es calcula per valors preestablides la pressió que cal donar-los i l'angle que han de formar.

## Tipus de plegaments
- Plecs en creu o regulars

Són els dits base 2, ja que han de tenir base 2, és a dir el nombre de pàgines sempre s'obté elevant el nombre de plegatges més un. El plegatge és sempre perpendicular a l'anterior, pot ser simètric o asimètric i són els més simples.
Han de ser divisibles entre 2 i 4 per a així assegurar el tir.
- Plecs paral·lels o irregulars

Són els més complicats, és important de compensar-hi les distàncies de plegament, solen ser desplegables de tipus finestra o envoltants. Com a norma general han de ser divisibles per 2 i el seu resultat ha de ser parell encara que no s'hi arriba amb alguns desplegables.